# أحد رستمي
أحد رستمي (بالفارسية: أحد رستمی) هو لاعب كرة قدم إيراني. حضر أحد رستمي خلال مسيرته الرياضية في عدة فرق ومنها فريق غوستاريش فولاد تبريز لكرة القدم الإيراني.